# Fouga CM.10
O Fouga CM.10 foi um planador militar produzido pela fabricante aeronáutica francesa Fouga. A aeronave foi projetada para o Exército Francês logo após a Segunda Guerra Mundial, tendo a capacidade para 35 pessoas e sendo convertida como uma aeronave de transporte.

## Design e Desenvolvimento
O CM.10 é um monoplano cantilever asa alta, de configuração convencional com trem de pouso tricíclo fixo. A aeronave teve seu primeiro voo em 7 de junho de 1947. Provas de voo com o CM.10 tiveram resultados mistos, o primeiro protótipo teve um acidente em 5 de maio de 1948, enquanto era voado no CEV Brètigny. Uma encomenda de 100 unidades foi feita com a Fouga, mas acabou sendo cancelada após cinco unidades construídas.
Mesmo com os resultados dos testes, a Fouga decidiu adaptar o projeto para ser uma aeronave de transporte, incluindo dois motores a pistão SNECMA 12S. Dois dos CM.10 produzidos para essa versão propelida, o primeiro protótipo, o CM.100-01 (matrícula F-WFAV), com o seu primeiro voo em 19 de janeiro de 1949, mas, nenhuma aeronave do tipo foi encomendada. A aeronave foi testada com pequenos turbojatos Turbomeca Piméné, montados nas pontas das asas, sendo designado como CM.101R-01. A segunda aeronave, na qual recebeu a designação CM.101R-02, teve seu primeiro voo em 23 de agosto de 1951.

## Variantes
- CM.10: Planador militar original, com dois protótipos construídos. A primeira unidade (CM.10-01), teve seu primeiro voo em 7 de junho de 1947 e sofreu um acidente durante provas em 5 de maio de 1948. O segundo protótipo (CM.10-02) teve seu primeiro voo em 1948. 100 unidades foram encomendadas, mas somente cinco foram entregues antes do cancelamento da encomenda.[3]
- CM.100: Variante convertida como uma aeronave de transporte, equipada com dois motores a pistão SNECMA 12S-02, montados em naceles sobre as asas. Duas unidades convertidas.[3]
- CM.101R: Variante do CM.100 equipada com dois motores turbojatos auxiliares Turbomeca Piméné montados nas pontas das asas. Duas unidades convertidas.[3]
- CM.103R: Variante de transporte proposta, equipada com dois motores turbojatos auxiliares Turbomeca Marboré nas pontas das asas.[3]

## Especificações (CM.100)
Dados de: French Postwar Transport Aircraft 

### Características Gerais
- Tripulantes: Dois
- Capacidade: 15 passageiros ou 2,033 kg (4,482 lb); 35 passageiros ou  3,500 kg (7,716 lb) no CM.10
- Comprimento: 17.9 m (58 ft 9 in);
- Envergadura: 26.7 m (87 ft 7 in);
- Área Alar: 71.9 m2 (774 sq ft);
- Peso Vazio: 2,833 kg (6,246 lb);
- Peso Carregado: 6,420 kg (14,154 lb);
- Capacidade do compartimento de carga: 32 m3 (1,130 cu ft)
- Motores: 2x SNECMA 12S-02, V12 invertido, refrigerado a ar, 581 hp (433 kW) cada;
- Hélices: Tripá, passo variável;

### Performance
- Velocidade Máxima: 280 km/h (170 mph, 150 kn);
- Velocidade de Cruzeiro: 246 km/h (153 mph, 133 kn) a 1,500 m (4,900 ft);
- Alcance: 1,000 km (620 mi, 540 nmi) com 14 passageiros e 182 kg (401 lb) de bagagem